# Escudo de Galicia
El escudo de Galicia es uno de los símbolos de la comunidad autónoma española de Galicia. Aparece descrito en la Ley 5/1984, de 29 de mayo, Ley de los símbolos de Galicia, la cual regula también su uso.

## Heráldica
El escudo de Galicia trae, en campo de azur, un cáliz de oro sumado de una hostia de plata, y acompañado de siete cruces recortadas del mismo metal, tres a cada lado y una en el centro del jefe.
El timbre, corona real, forrada de gules, o rojo, cerrada, que es un círculo de oro, engastado de piedras preciosas, compuesto de ocho florones de hojas de acanto, visibles cinco, interpoladas de perlas y de cada una de sus hojas salen cinco diademas sumadas de perlas que convergen en un mundo azur, con el semimeridiano y el ecuador de oro, sumado de cruz de oro.
El motivo de que el escudo contenga siete cruces se corresponde con la anterior división provincial de los territorios gallegos del antiguo Reino de Galicia. Las siete provincias eran: Santiago, Betanzos, Mondoñedo, Tuy, Lugo, Orense y La Coruña (estas tres últimas de igual nombre que las actuales, aunque no con los mismos límites). De estas siete, Mondoñedo se encuentra actualmente dentro de la provincia de Lugo; Tuy dentro de la provincia de Pontevedra; Santiago, la actual capital de Galicia, y la de la ciudad de Betanzos (que se identificaba independiente y políticamente como un enclave diferenciado del resto) forman parte de la actual provincia de La Coruña. A cada antiguo territorio le correspondía una cruz. El santo grial en el centro, representa el privilegio excepcional de la catedral de Lugo de mostrar públicamente la Hostia o cuerpo de Cristo. Hay que tener en cuenta que las primeras representaciones contenían un número variable de cruces que con el tiempo fue fijado en siete.
Tras la nueva división territorial de España en 1833 las provincias gallegas modificaron su número y límites, quedando conformada Galicia en las cuatro actuales.

## Historia
Los historiadores Faustino Menéndez Pidal de Navascués y Juan José Sánchez Badiola encontraron documentado por primera vez el blasón en dos armoriales de finales del siglo XIII, el denominado Segar's Roll y el Armorial du Hérault Vermandois, los cuales atribuyen el escudo al rey de Galicia, que por entonces ya no existía como título separado. El primero le asigna tres cálices descubiertos, el segundo uno solo, cubierto.

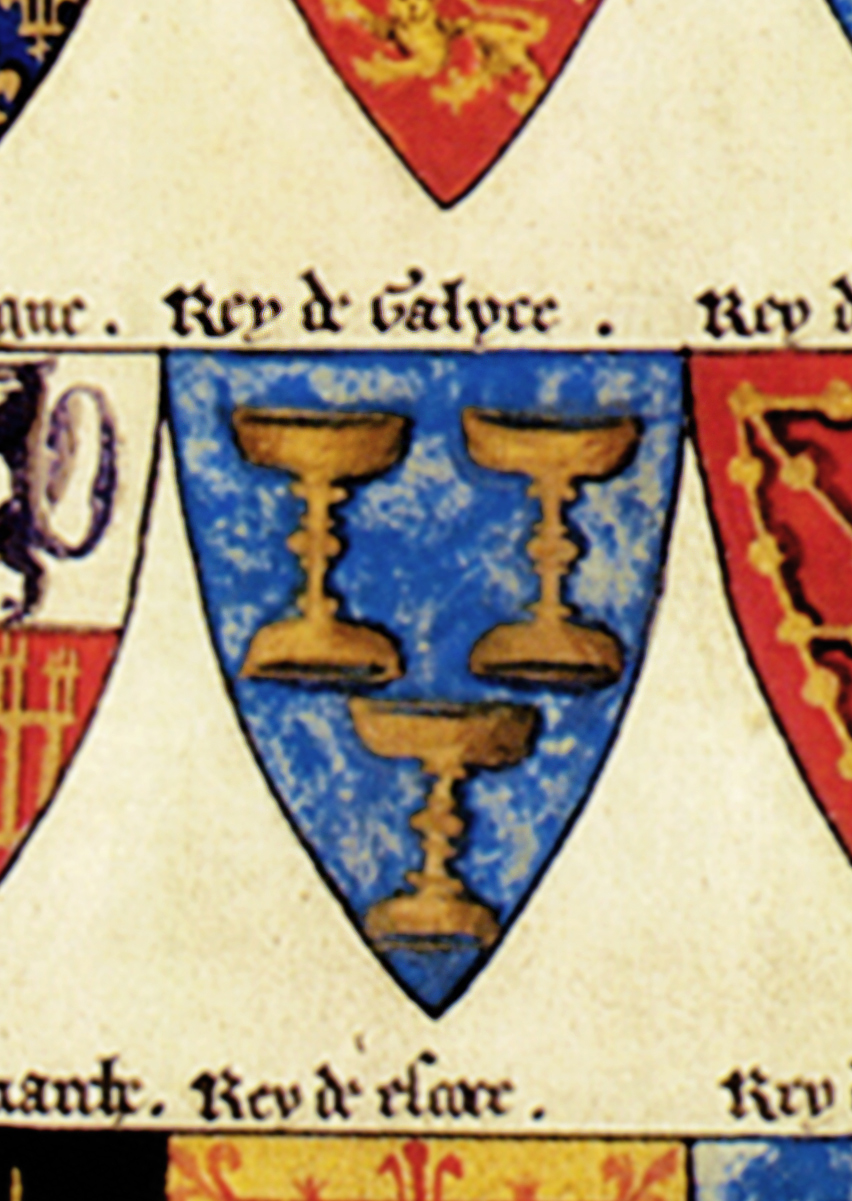
Armas atribuidas al Rey de «Galyce» por el Segar's Roll, armorial inglés del, estudiado por Faustino Menéndez Pidal, con anterioridad al establecimiento de las armas territoriales de Galicia que se produjo en el. El autor habría representado, por la cercanía fonética entre «Galyce» y «calice» las armas con las figuras de tres cálices. Estas armas, con modificaciones, acabarían con el tiempo siendo adoptadas en la propia Galicia.

Desde la Edad Media, se entendió el cáliz como símbolo parlante: calice=Galice, sobre lo que luego teorizaron numerosos autores europeos de los siglos XVI al XVIII, y de ello se hizo eco luego el romántico gallego Manuel Murguía. Lo citan también otros armoriales posteriores, como el Armorial Gymnich de Flandes (1445), y, sobre todo, el Armorial Bergshanmar, una recopilación de unos tres mil trescientos escudos pertenecientes a Estados y familias de casi toda Europa realizada en 1436. En ese armorial se puede leer "en el folio cuatro vuelto... copón bien estilizado y llenando lo más posible el campo del escudo". Encima de la composición se encuentra escrita la palabra Galiscién (Galicia).
También del siglo XV son las más antiguas representaciones del escudo de Galicia conservadas en la arquitectura civil gallega (Hospital Real de Santiago, Concejo de Betanzos, murallas de La Coruña, órgano de la Catedral de Lugo, torre de la iglesia de Noia, residencia de los Moscoso en Laxe). 
A partir del siglo XVI se empezaron a añadir cruces alrededor del cáliz como motivo ornamentario.

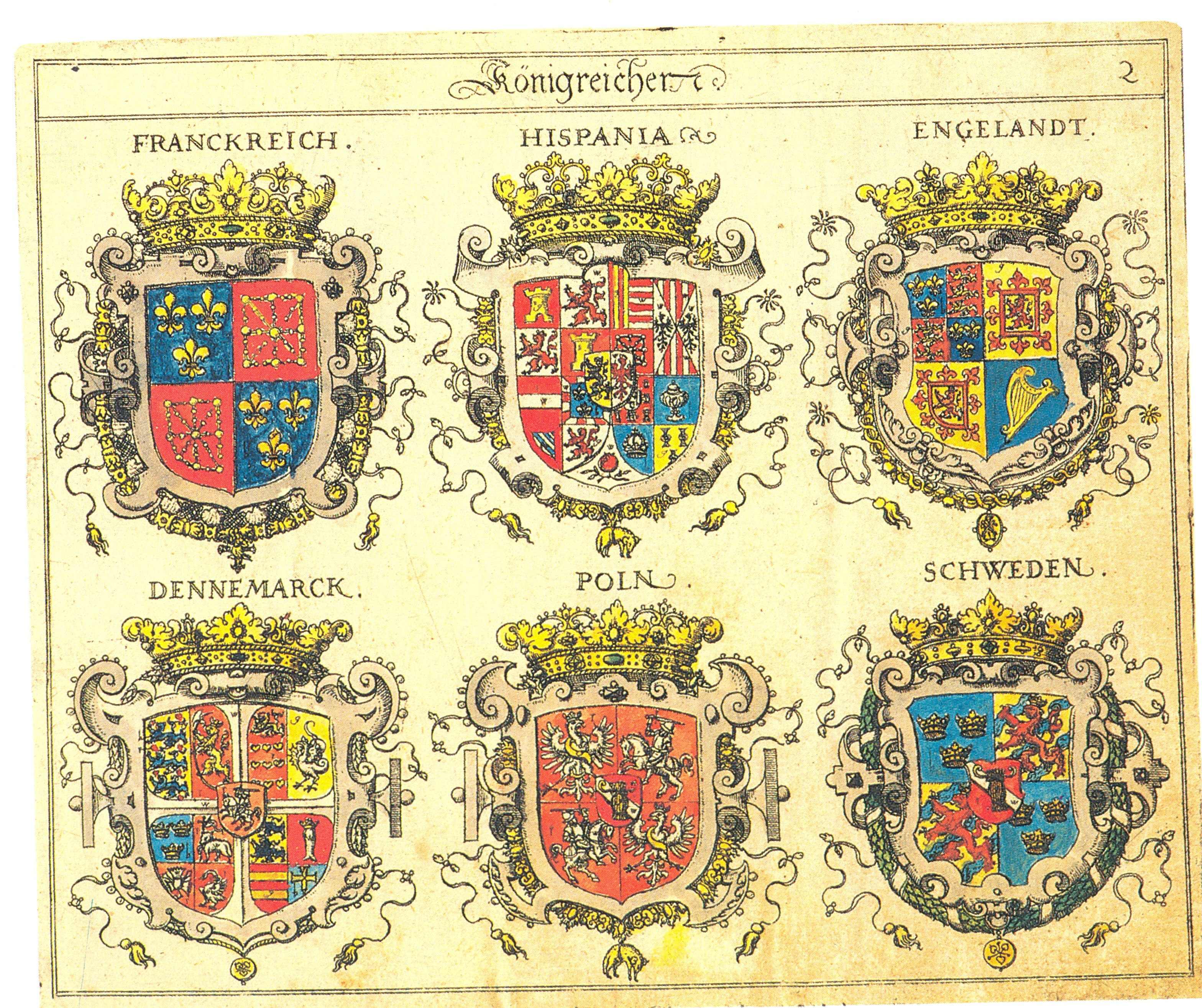
Escudos correspondientes a varios reinos europeos, según el armorial de Johann Siebmacher, publicado en 1605. Las armas del Reino de Galicia, un copón dorado sobre fondo azul, aparecen reunidas en el conjunto heráldico del Rey de España, dibujado bajo el epígrafe Hispania, en el centro de la fila superior.

Joseph de Avilés, en su "Ciencia heroica", definió el escudo de Galicia como: "El reyno de Galicia en España trae campo de azur sembrado de cruces recrucetadas y a pie, fijado de oro, y un copon el cáliz cubierto de lo mismo".

### Las primeras representaciones (siglos XIII-XIV)
El documento conocido más antiguo en el que se representa el escudo del reino de Galicia es el armorial inglés Segar's Roll, realizado hacia el año 1282. Es, junto otros escudos de monarquías europeas donde se aprecia la anotación "rey de Galyce" y donde aparece la representación heráldica de tres cálices.

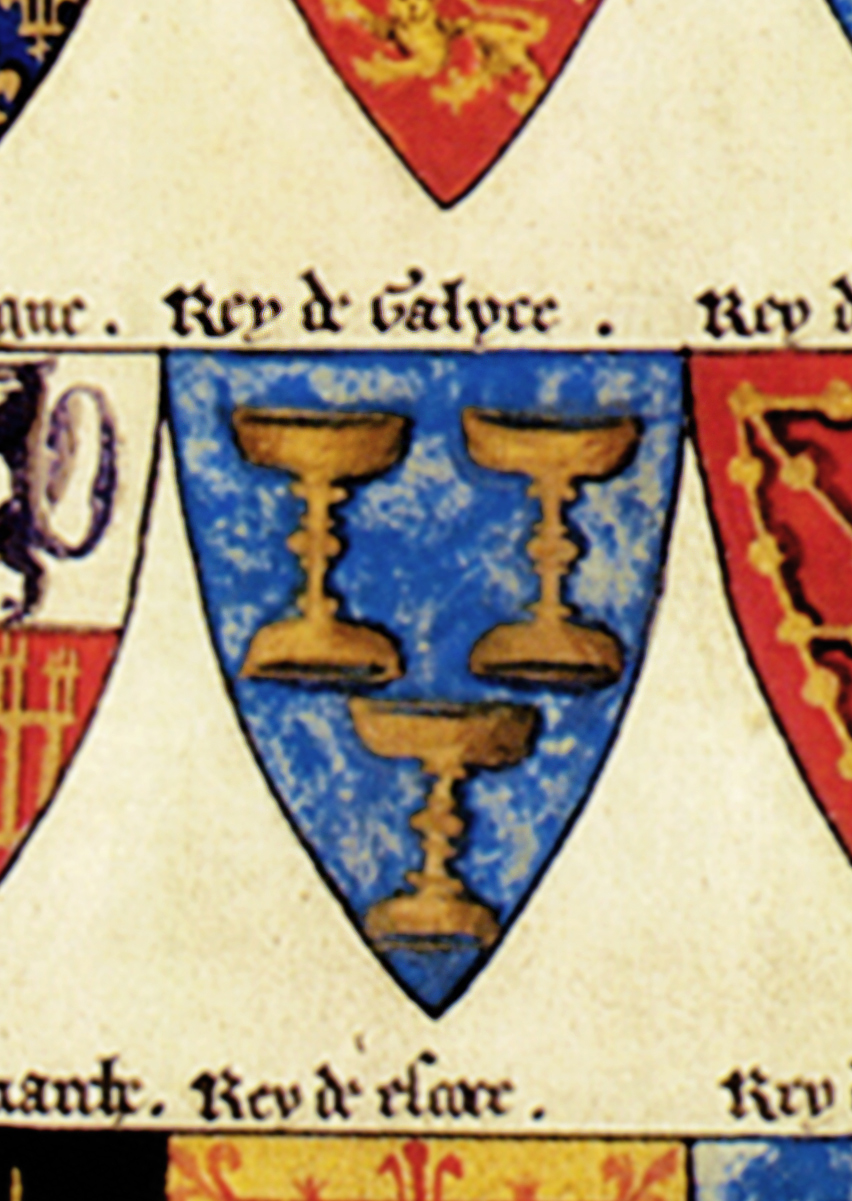
Armas del Rey de Galyce en el Armorial Segar, año 1282.
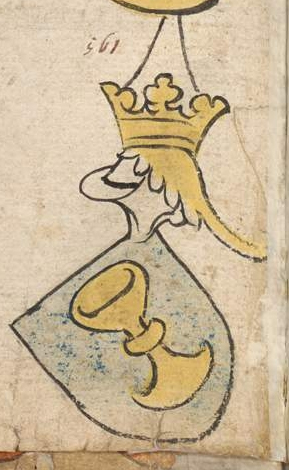
Armas del reino de Galicia en el Armorial Redinghoven, año 1440.
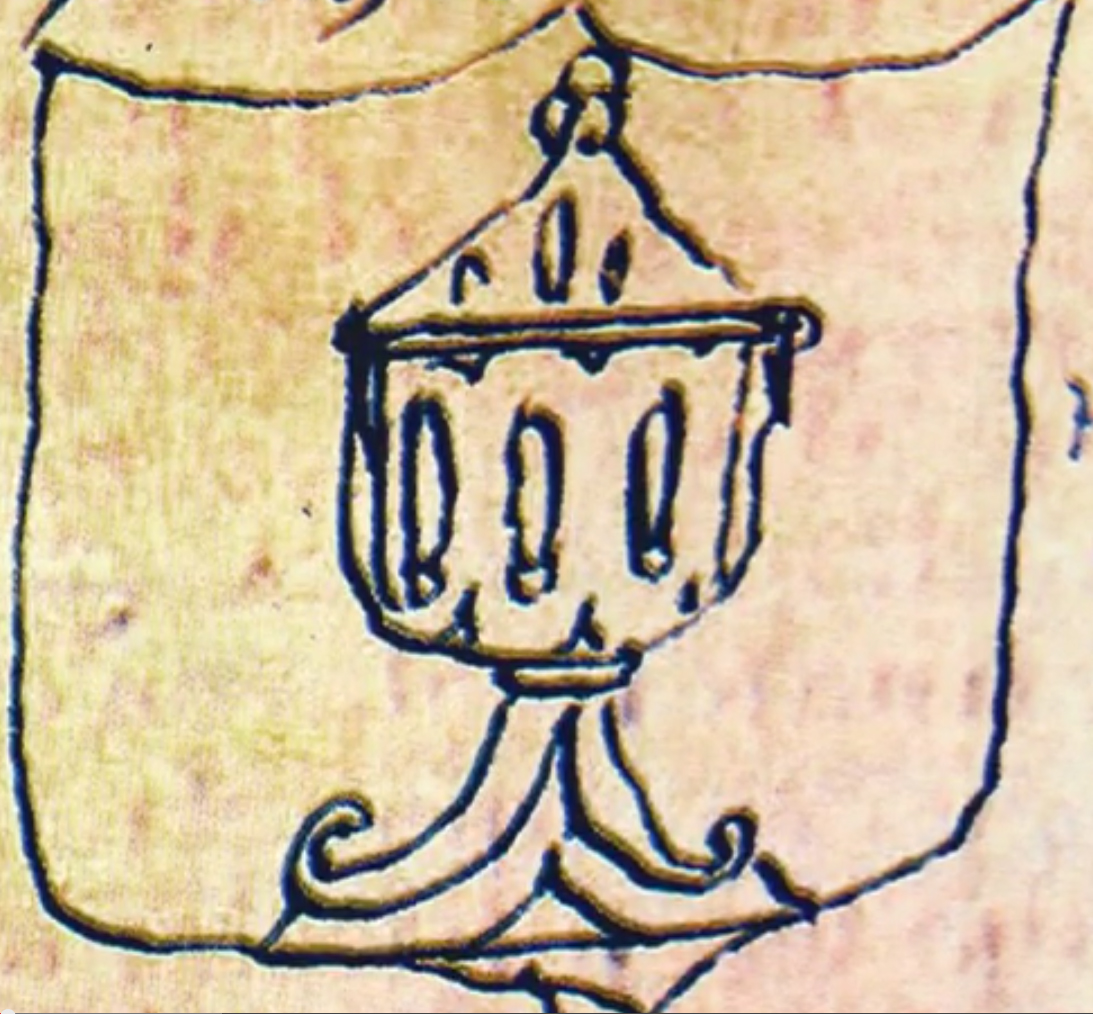
Armas del reino de Galicia en el Armorial de Diego Hernández de Mendoza. Año 1497.
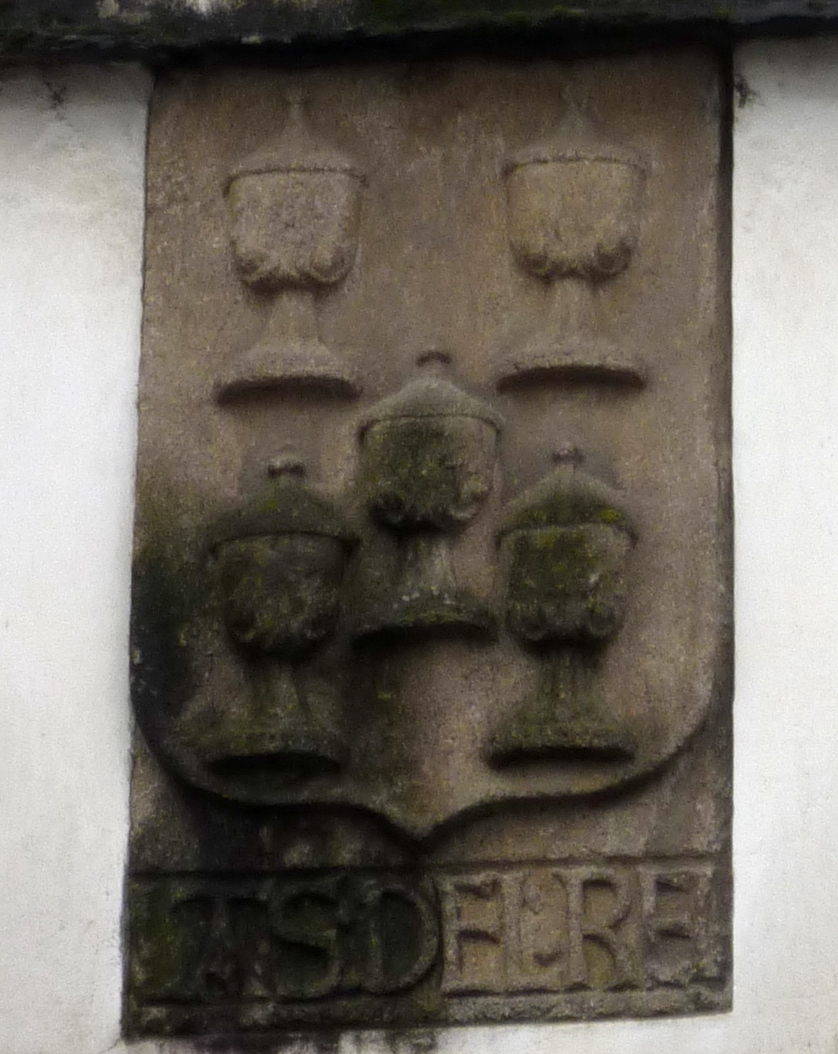
Armas del reino de Galicia de la puerta medieval de Betanzos. Siglo XV.
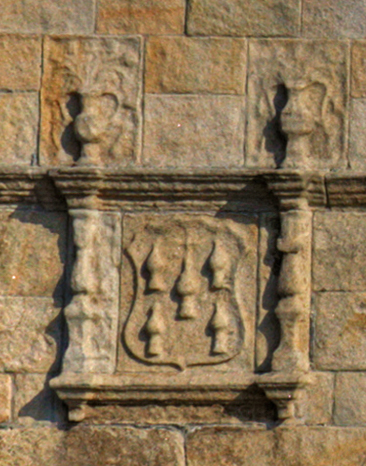
Armas del reino de Galicia de la puerta monumental de Vivero.

### Representaciones renacentistas (siglos XV-XVI)
Si fue en la Europa gótica cuando la representación heráldica del reino de Galicia se difundió a través de numerosos armoriales, fue en el Renacimiento (siglo XV) cuando esta adquirió cierta uniformidad. De este siglo también datan las primeras representaciones del escudo dentro del propio territorio gallego, donde el número de cálices en el blasón llegó hasta cinco, como es el caso del escudo del reino que se encontraba en las puertas de la ciudad medieval de Betanzos. Este excepcional número de cálices también fue representado en la puerta renacentista de la villa de Vivero, mandada edificar por el emperador Carlos V en 1548.
Sin embargo, desde finales del siglo XV el número de cálices comenzó a estandarizarse en un único, manteniéndose el color azul de fondo y dorado en el cáliz, que desde el siglo XIII se venía representando.

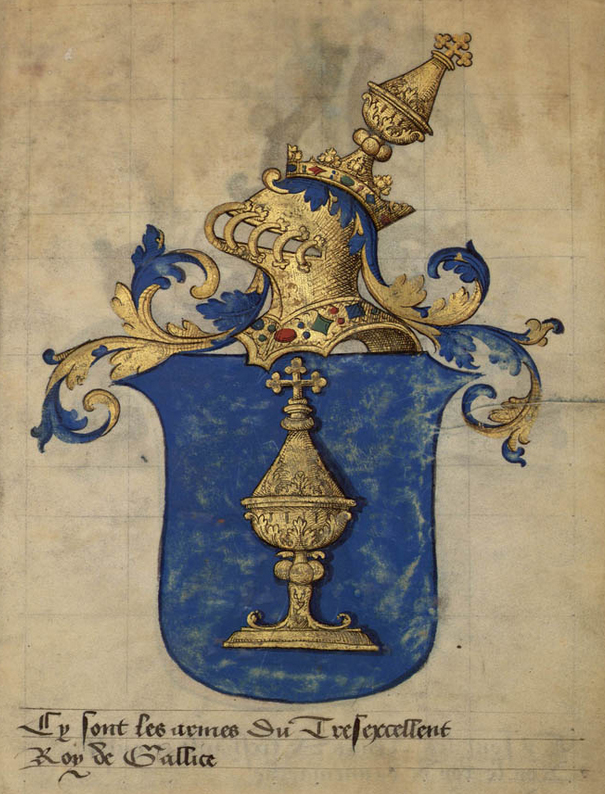
Armas del reino de Galicia en el Armorial de Nicolas de Lutzelbourg (1485?-1547).
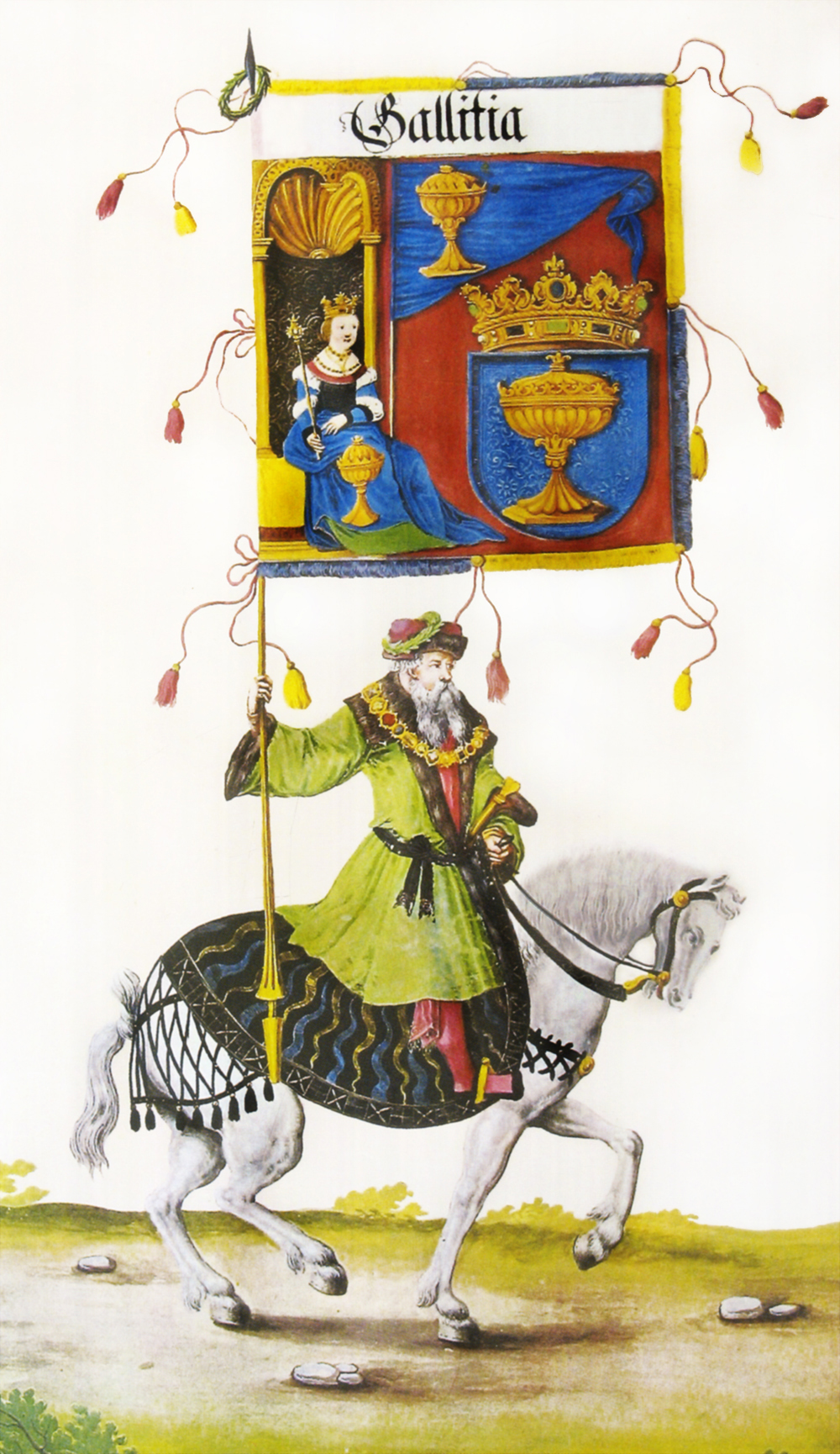
Armas del reino de Galicia en el Gran Carro Triunfal de Maximiliano I, realizado por Durero en 1515.
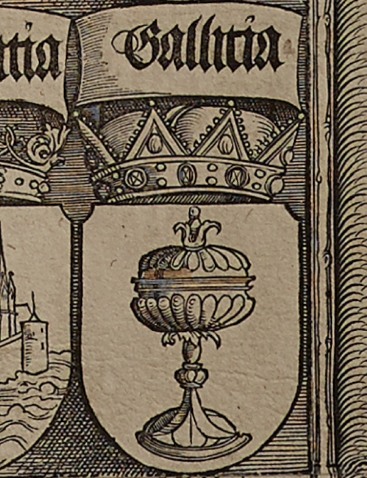
Armas del reino de Galicia en el Arco Triunfal de Maximiliano I, realizado por Durero en 1515.
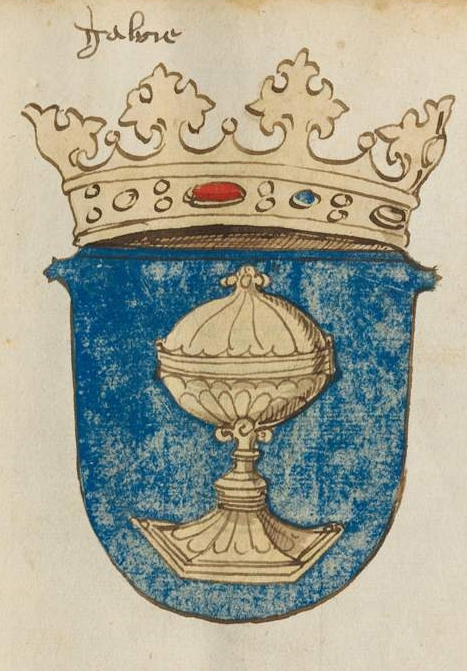
Armas del reino de Galicia en el Anton Tirol's Wappenbuch. Año 1540.
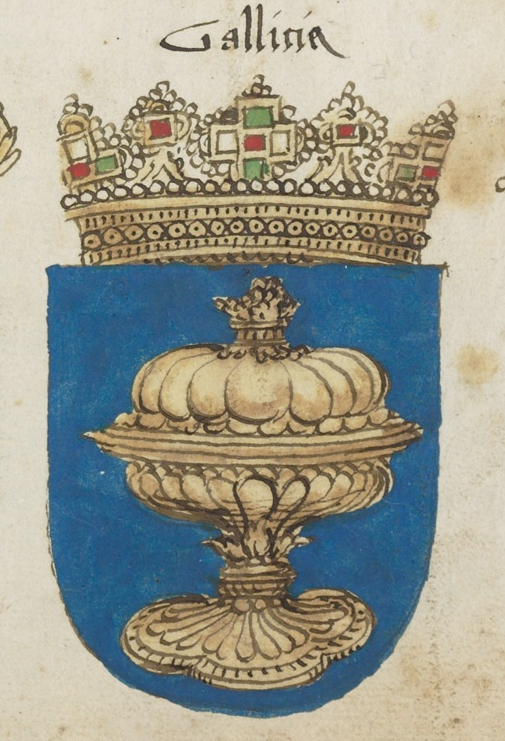
Escudo de Galicia en el armorial de Arlberg Bruderschaft, 1548.
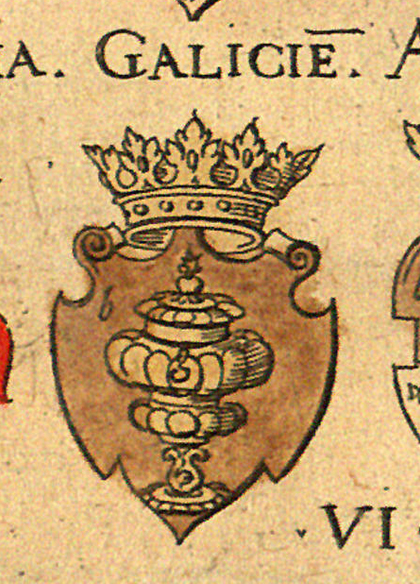
Armas del reino de Galicia en el Virgil Solis Wappenbuchlein. Año 1551.
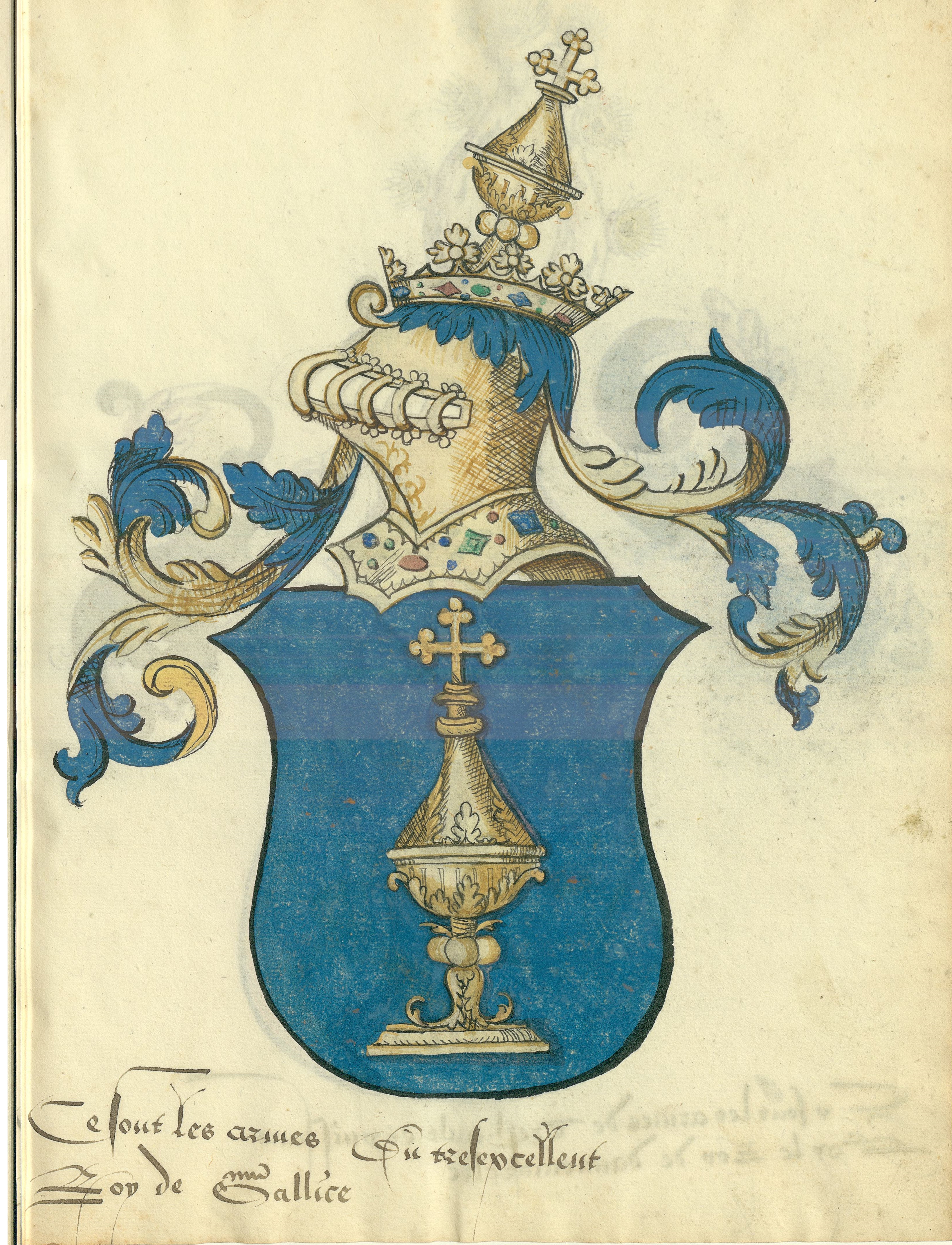
Armas del reino de Galicia en el Armorial Universel. 1601-1700.
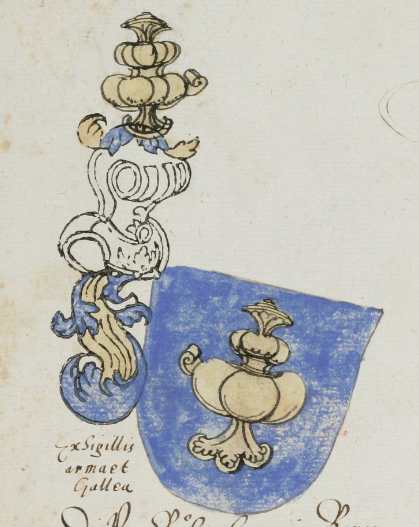
Escudo del reino de Galicia en el Armorial de Sankt Gallen, siglo XVI.
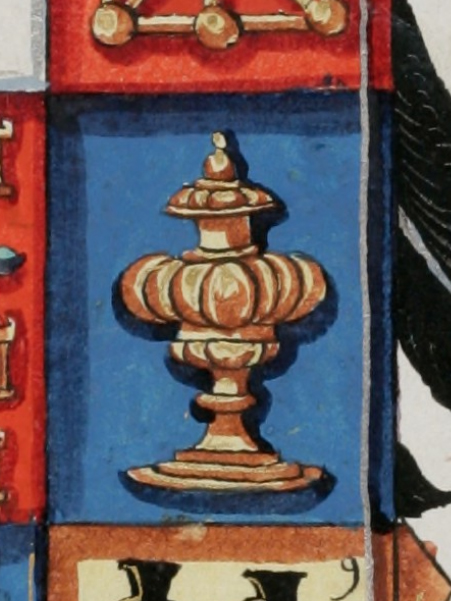
Escudo de Galicia en el Armorial de Hans Ulrich, año 1627.

### Las cruces en el escudo (sigloXVI)

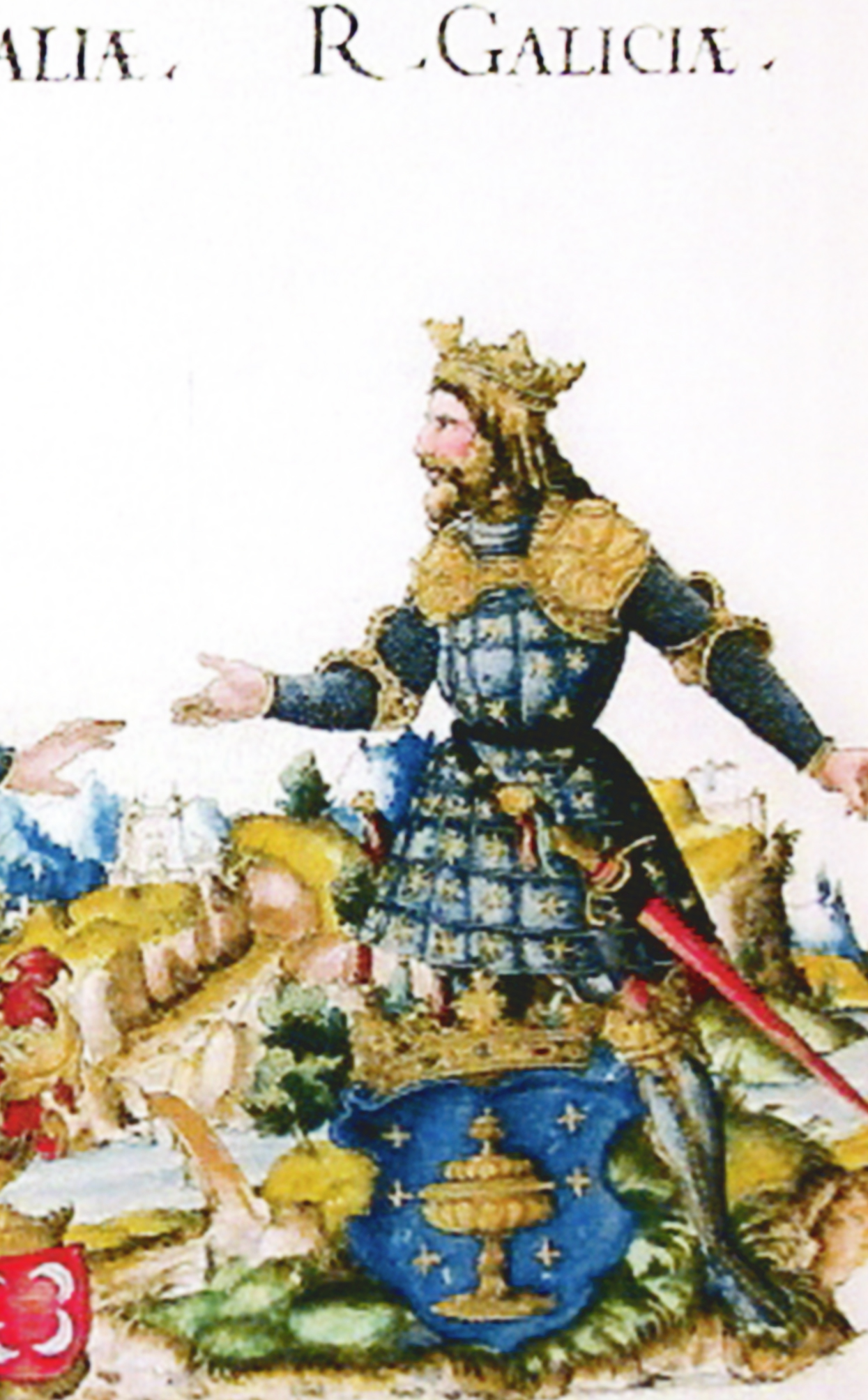
Rey y armas de Galicia según la Historia originis et succesionis regnorum et imperiorum a Noe usque ad Carolum V, año 1548.
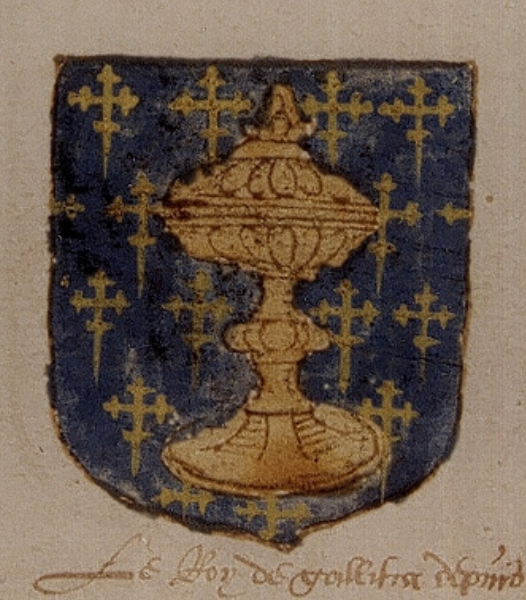
Escudo del reino de Galicia en el Universeel wapenboek, 1558.
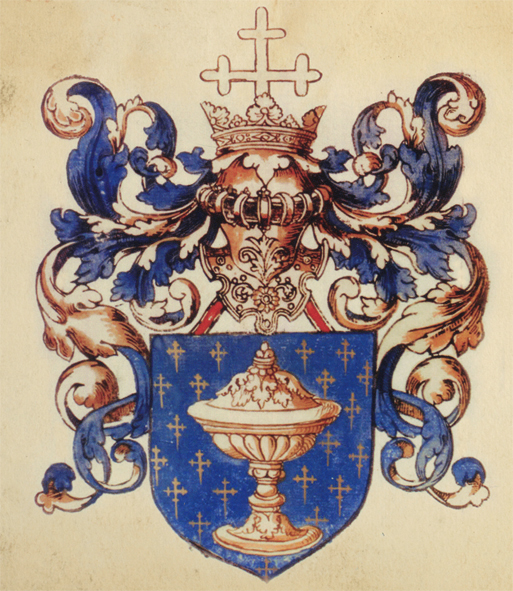
Escudo del reino de Galicia ilustrado en L'armorial Le Blancq, hacia 1560.
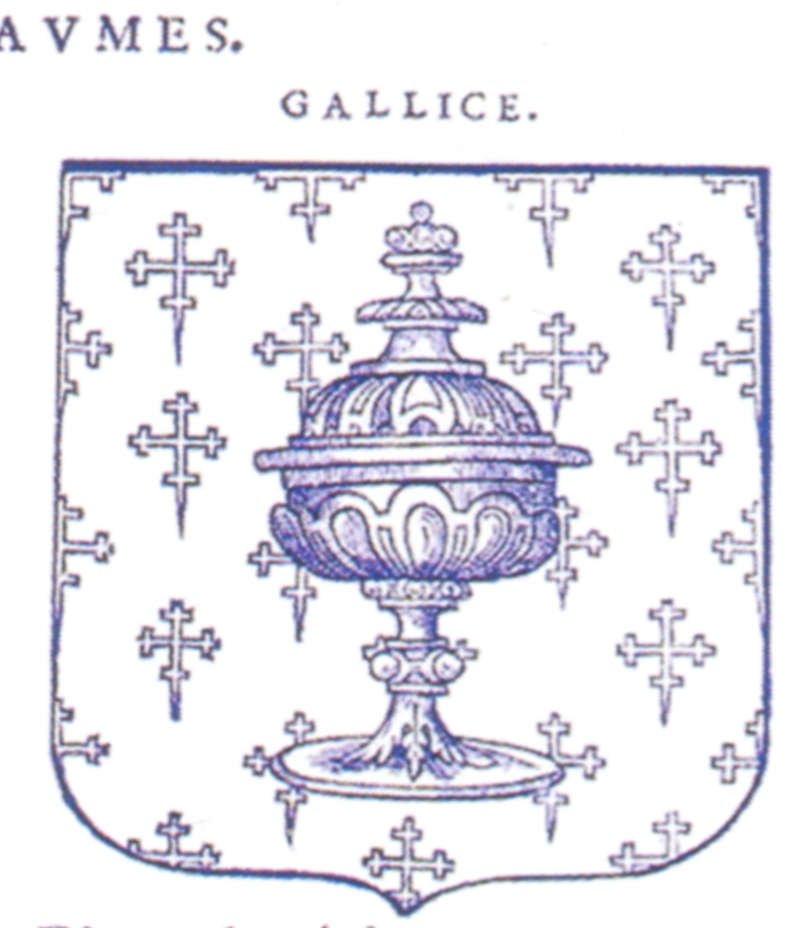
Armas del reino de Galicia, en la obra Le blason des armoiries, del año 1581.
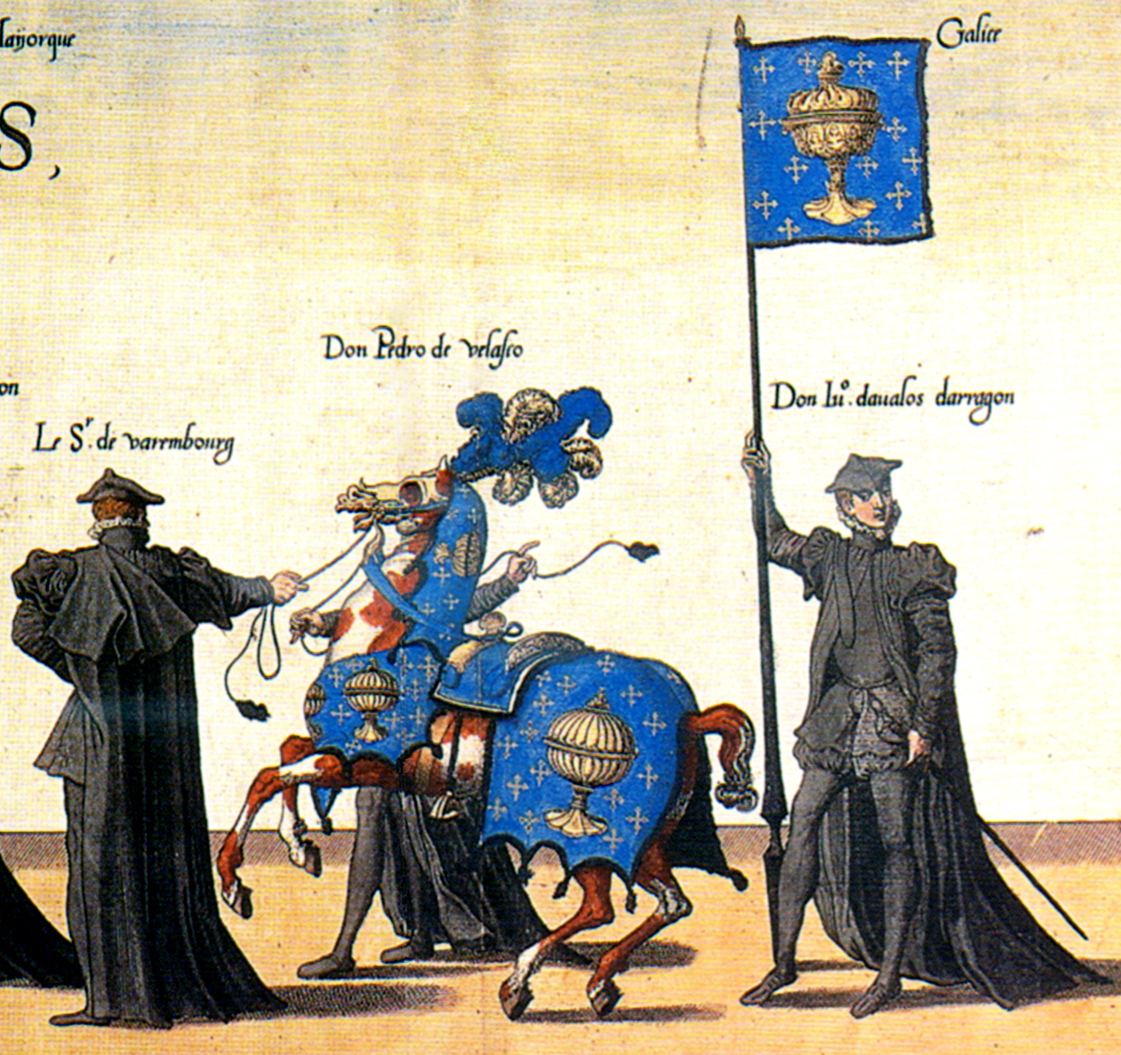
Detalle de la obra Pompas fúnebres del emperador Carlos V en que se representan los estandartes del Reino de Galicia. Autor: Jean y Lucas Doetecum (s. XVI).
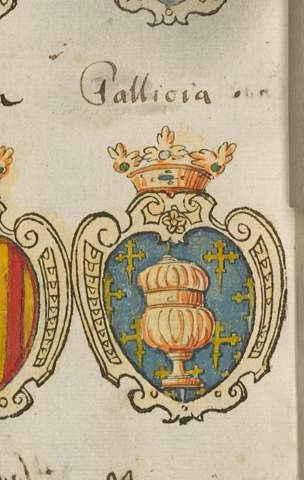
Armas del reino de Galicia en el armorial alemán Großes Wappenbuch. Año 1583.
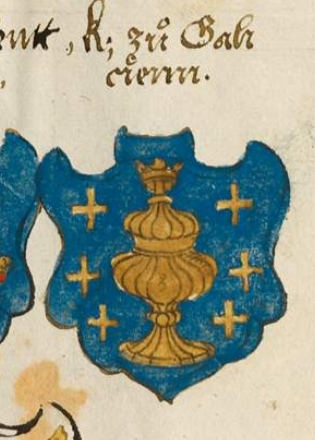
Escudo del reino de Galicia en el armorial Wappenbuch. Siglo XVI
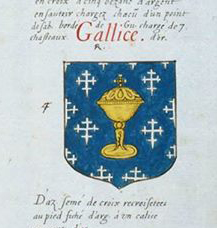
Escudo del reino de Galicia en el armorial de Jean Robin. Año 1639.
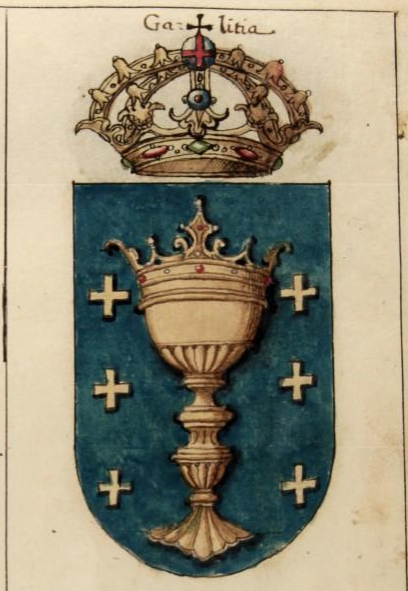
Escudo del reino de Galicia en el Insegne di vari prencipi et case illustri d'Italia, siglo XVI.
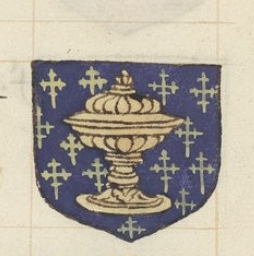
Escudo de Galicia en Grand armorial colorié, dont les blasons sont rangés sous les rubriques suivantes. Siglo XVI

### De cáliz a custodia: los cambios tras la Contrarreforma

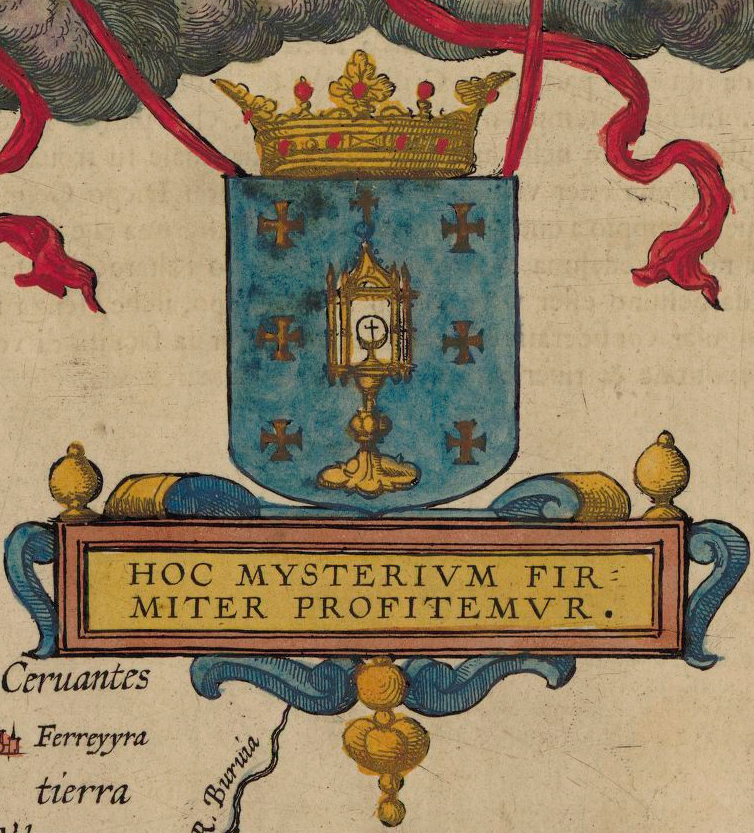
Detalle heráldico en el mapa de Fernando de Ojea, Descripcion del Reyno de Galizia, 1603.
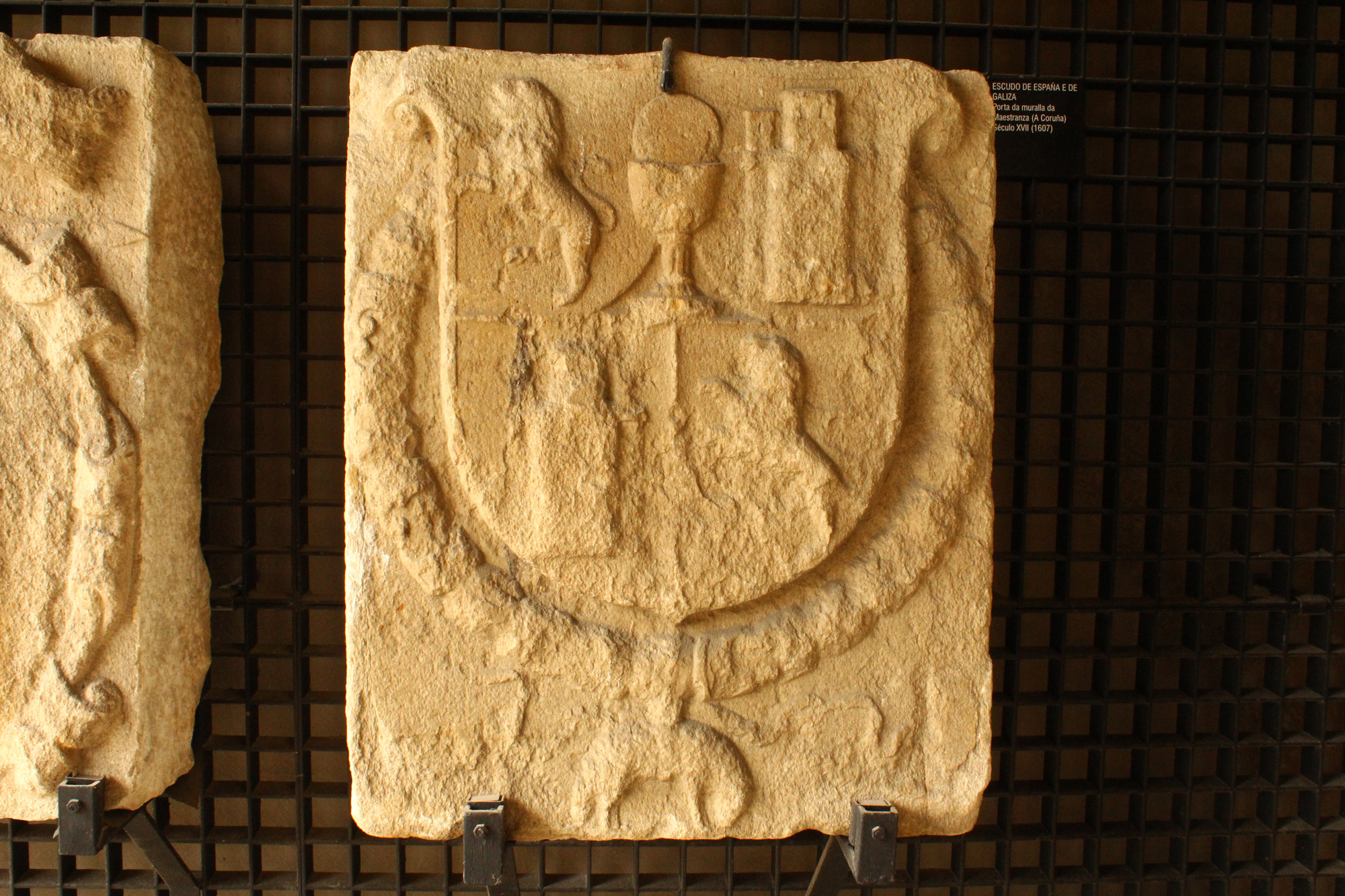
Escudo de la Corona de Castilla con las armas del Reino de Galicia incorporadas en el centro. Año 1607, Museo de San Antón (La Coruña).
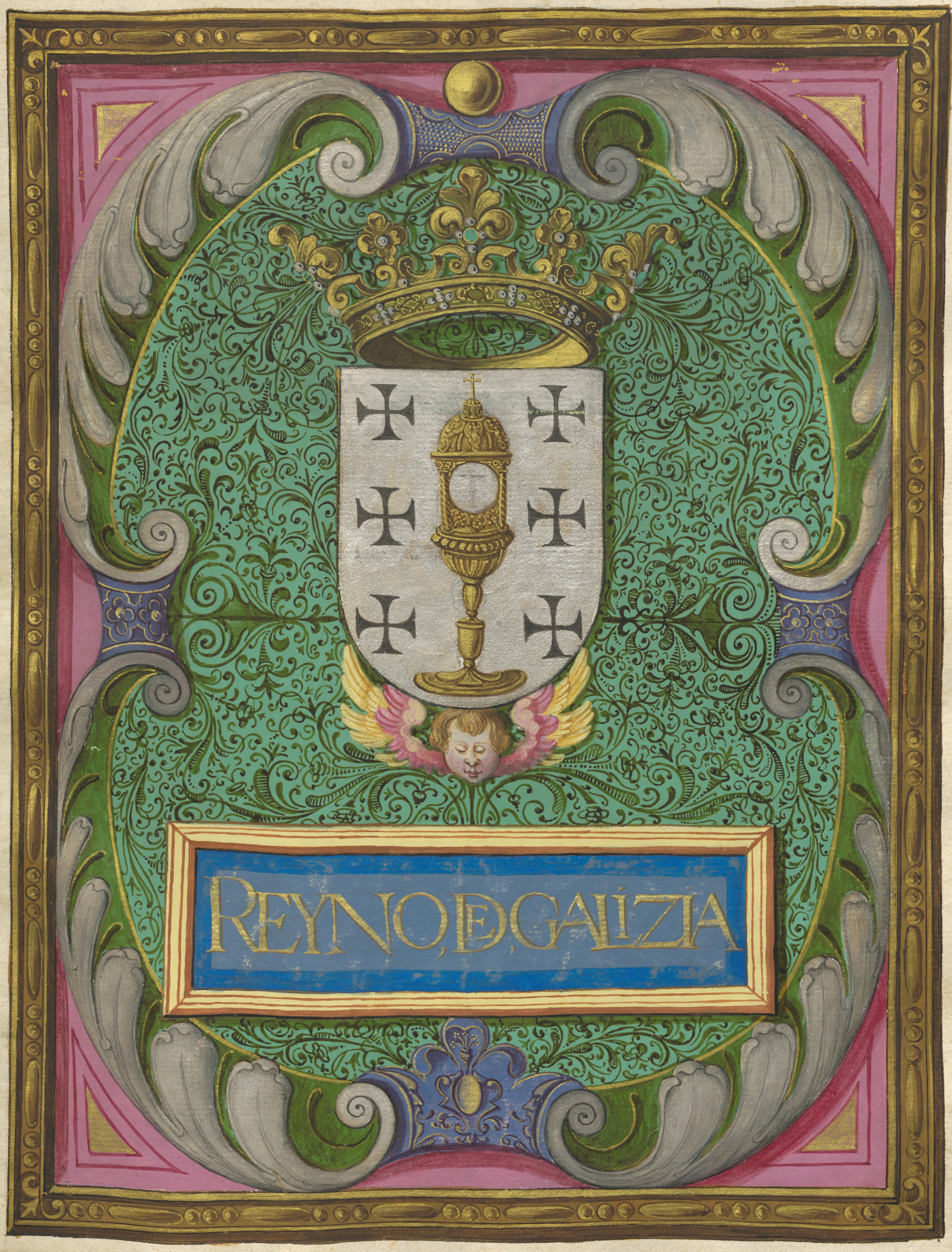
Armas del reino de Galicia, de la obra Descripción de la costa del reyno de Galizia, cartografía de Pedro de Teixeira Albernas, hacia 1625.
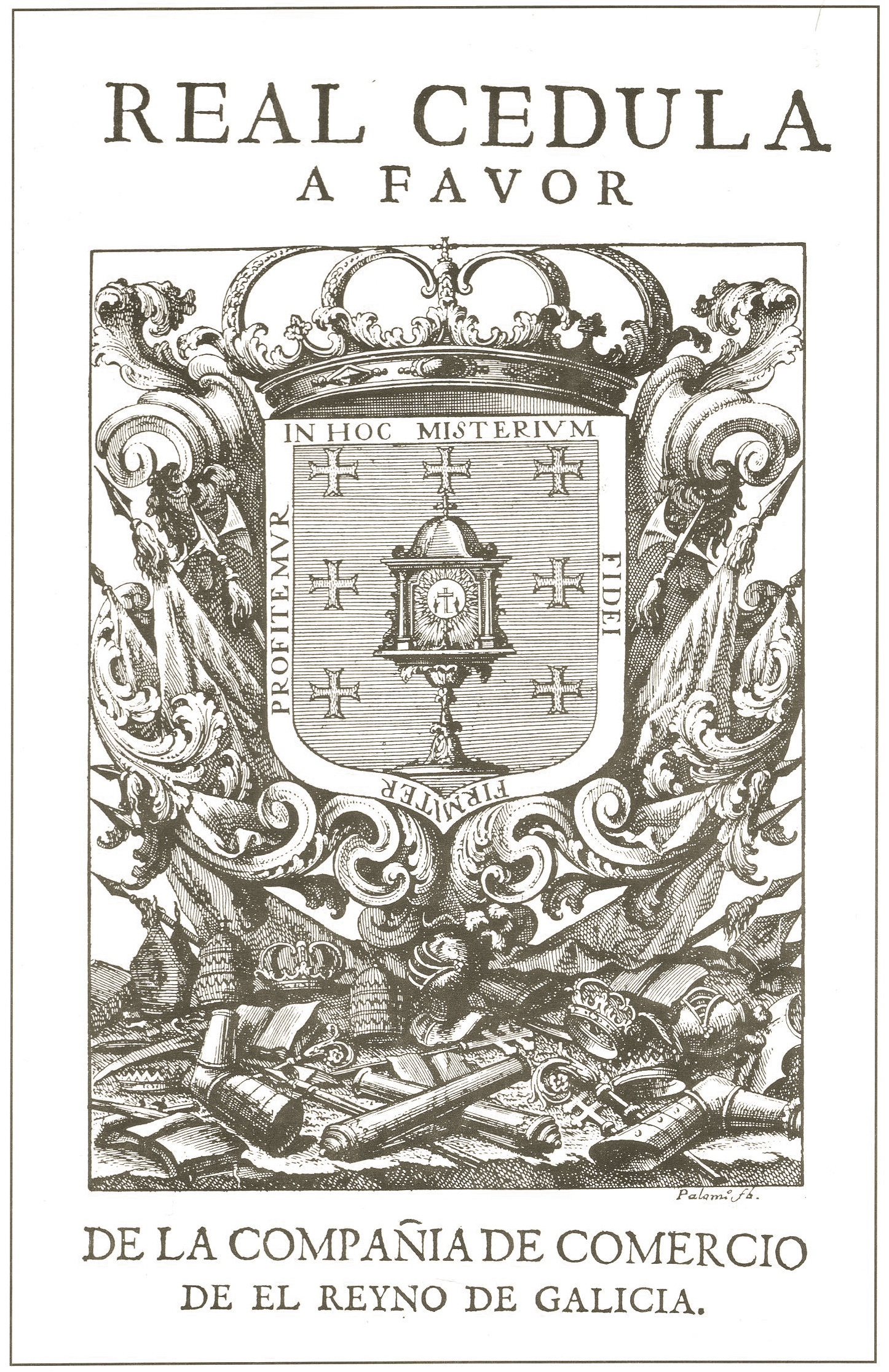
Portada de la Cédula de Comercio a favor de la Compañía de Comercio del reino de Galicia, 1734
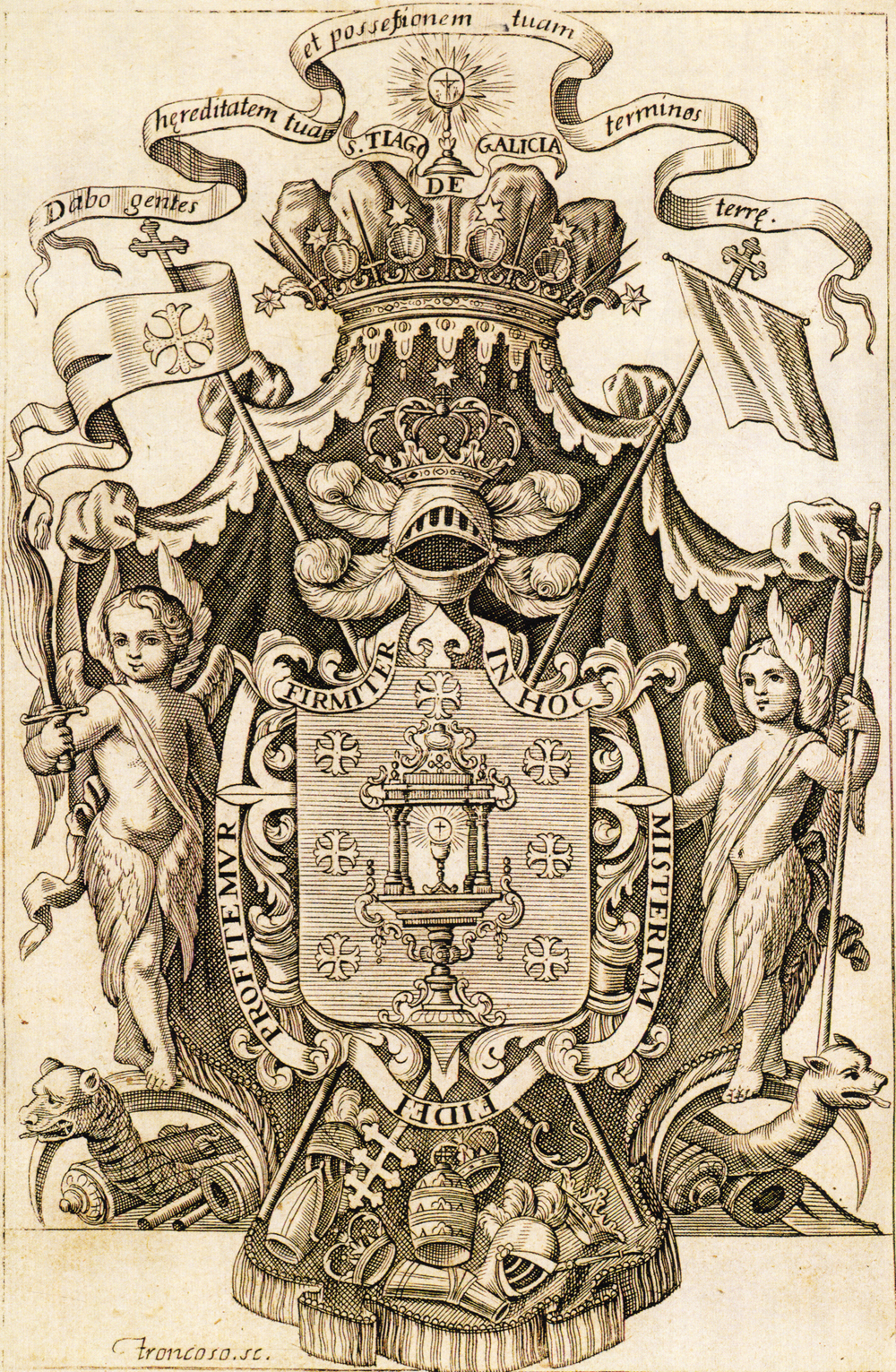
Armas del reino de Galicia, en la obra Reino de Christo Sacramentado y primogénita de la Iglesia entre las gentes, año 1750.

### Escudo en la Segunda República Española

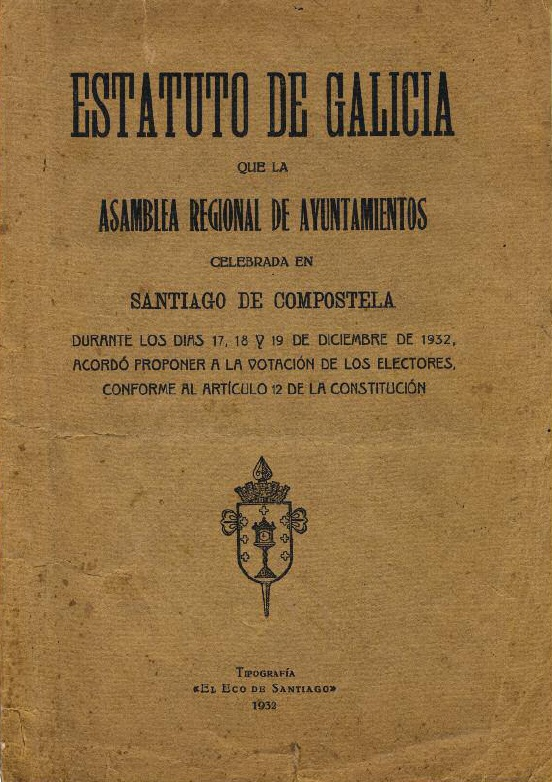
Escudo gallego en el estatuto durante la Segunda República Española.

## La propuesta de Castelao

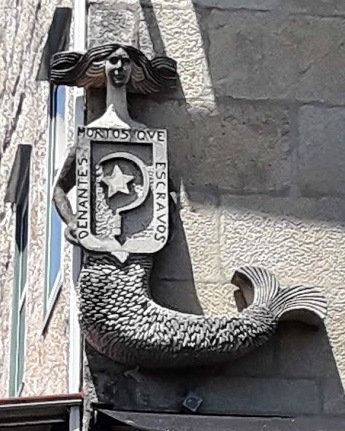
Escudo de Castelao en la fachada de la Sociedad Cultural de Reboreda, Redondela.

A principios del siglo XX, Castelao, uno de los padres del nacionalismo gallego, propuso un nuevo emblema para Galicia incorporando la divisa: "Denantes mortos que escravos" ("Antes muertos que esclavos"). Las armas, en campo de azur, llevan una estrella de cinco puntas roja y una hoz puesta en palo, con una bordura de plata cargando el citado lema. El conjunto está sostenido por la figura de una sirena a modo de tenante heráldico.[cita requerida] Castelao recoge treinta y tres escudos diferentes, de los que dos incluyen la sirena de la leyenda de la isla de Sálvora, uno en Brión, Leiro y otro en Rianxiño, Rianxo. Castelao escribe con respecto al segundo:

"A serea tenante da capela do Patrocinio sostén con exipcia frontalidade armas dos Mariños notabelmente estilizadas no primeiro coartel e tal ves Piñeiros na metade inferior. A capela está datada no ano de 1665".
"La sirena tenante de la capilla del Patrocinio sostiene, con egipcia frontalidad, armas de los Mariño notablemente estilizadas en el primer cuartel y tal vez de Piñeiro en la mitad inferior. La capilla está datada en el año de 1665".

## Uso
Conforme al texto de la Ley de Símbolos, el escudo de Galicia deberá figurar:
- En las banderas a las que se refiere el artículo 5 de la ley.
- En las leyes de Galicia que promulgue, en nombre del rey, el presidente de la Junta de Galicia.
- En las placas en las fachadas de los locales de la administración autonómica.
- En los cuños en seco y de lacre de la comunidad autónoma.
- En los títulos acreditativos de condecoraciones gallegas.
- En las publicaciones oficiales.
- En los documentos, impresos, cuños y membretes de uso oficial de la comunidad.
- En los diplomas y títulos.